# Kulusuk
Kulusuk (zastarale Qulusuk, dánsky Kap Dan) je osada v kraji Sermersooq v Grónsku. V roce 2016 tu žilo 257 obyvatel, žije tu však mnoho Dánů. Název Kulusuk znamená hrdlo alkouna.

## Geografie
Kulusuk se nachází na severovýchodním pobřeží stejnojmenného ostrova, s rozlohou asi 484 km2. Nejvyšší hora se jmenuje Qalorujoorneq (676 m).

## Historie
První lidé, kteří dosáhli ostrov, byli lidé Saqqacké kultury. Šli ze severu, protože šli přes dnešní Pearyho zemi, aby se vyhnuli Dorsetské kultuře, která šla opačným směrem (proti směru hodinových ručiček). Asi před 3000 lety Dorsetská kultura této oblasti dosáhla, vyhnala současné obyvatele a pokračovala dále na sever. Thulští lidé se dostali do oblasti v 15. století, našli ji ale neobydlenou.
Po dalších asi 300 let nebyla oblast obydlena a byla odtržena od zbytku Grónska. Jediné přeživší sídlo, založené v roce 1894, byl Tasiilaq (tehdy Ammassalik). Kulusuk byl založen v roce 1909.

## Počet obyvatel
Počet obyvatel Kulusuku se snížil o více než 27 % vzhledem k roku 1990 a o téměř 23 % oproti roku 2000.